# Шиленко Ганна Гаврилівна
Га́нна Гаври́лівна Шиле́нко (11 лютого 1919, Олексіївка, УНР — 6 грудня 1973, Київ, УРСР) — український художник-графік.
Закінчила Харківський художній інститут (клас Василя Касіяна та Йосипа Дайця).
Станкова і книжкова графіка: серія кольорових літографій «Українські народні пісні» (1952), ліногравюра «Вечоріє» (1957), «Пам'ятник Т. Шевченкові в Каневі» (1961), «Седнів» (1964) та ін.